# István Horkay

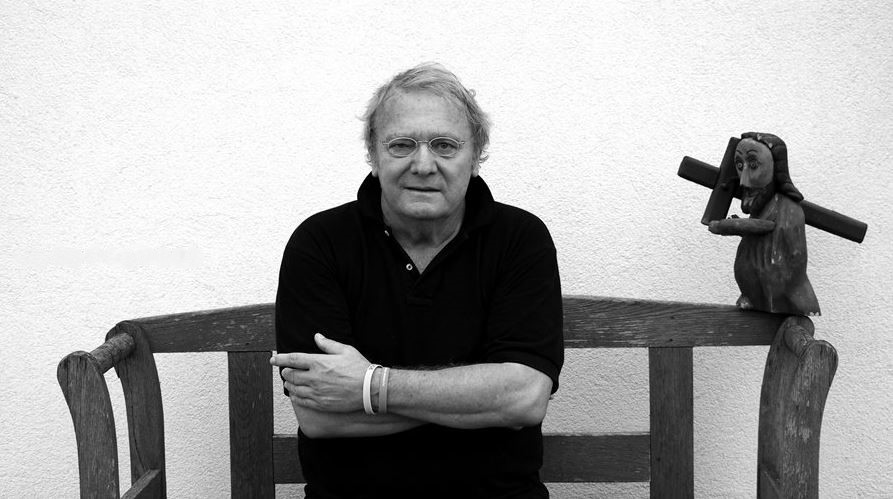
István Horkay

István Horkay  (* 25. Dezember  1945 in Budapest) ist ein ungarischer Künstler.

## Leben
Nachdem István Horkay 1964 an der Ungarischen Akademie der Bildenden Künste in Budapest graduiert hatte, wurde Horkay eingeladen, die Akademie der Schönen Künste in Krakau, Polen, dem wichtigsten Kunst- und Kulturzentrum Osteuropas, zu besuchen, wo er seinen Master of Fine Arts (MFA) erhielt. Er setzte seine Studien 1968 an der Königlich Dänischen Kunstakademie in Kopenhagen fort und absolvierte 1971 ein Graduiertenkolleg an der Akademie der Schönen Künste in Budapest. Horkay studierte bei dem international bekannten Künstler und Theater-Direktor Tadeusz Kantor sowie bei M. Wejman, J. Nowosielski und Palle Nielsen, Dänemark. Er erwarb Diplome in grafischer Kunst, Malerei und Filmanimation.

## Ausstellungen

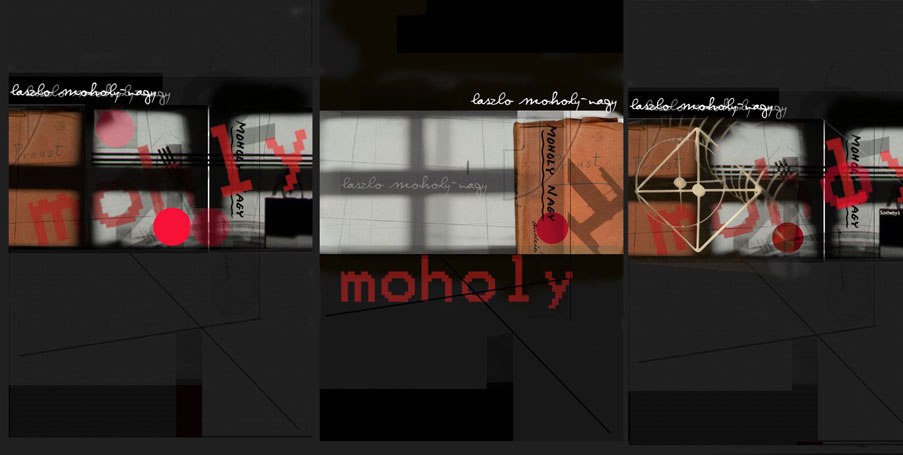
Horkay Istvan Moholy-Nagy digital collage 2006

- 2002: American Fine Art Editions Inc, Scottsdale
- 2002: Magyar Intézet, Moszkva
- 2002: Gallery of Art Eastern Washington University
- 2002: Kamiyamada, Japan
- 2003: LeslieSacks Fine Art, Los Angeles / Web Exhibition
- 2003: Collegium Hungaricum, Berlin
- 2003: American Fine Art Editions Inc, Scottsdale
- 2003: LeVall Kunstgalerie, Nowosibirsk/Russland
- 2004: Gutman Galerie Budapest
- 2004: Galerie Budapest
- 2004: Peter Greenaway / Tulse Luper Film There
- 2004: Canariasmediafest
- 2004: Australia IDAA
- 2004: Academy Gallery University of Tasmania
- 2004: QUT Art Museum, Brisbane
- 2004: VCA Gallery, Australien
- 2004: Montreal Festival of New Cinema
- 2005: Belgrade / Closed Circuits
- 2005: VCA Gallery University of Melbourne
- 2005: QUT Art Museum Brisbane
- 2005: Beijing Today Art Museum
- 2006: Beijing Film Academy
- 2006: New Delhi India CEC+CAC
- 2006: QUT Art Museum, Australien
- 2007: Metro5 Gallery Australia
- 2009: Jewish Museum of Australia
- 2009: Collegium Hungaricum, Berlin
- 2009: Gallery art 6, Richmond/Virginia
- 2009: QACI Gallery, Queensland/Australien
- 2011: Ballarat International Foto Biennale, Australien
- 2012: Vision in Motion – Melbourne/Australien
- 2012: Vision in Motion II. – Sapienza/Rom – Università di Roma / Accademia d’Ungheria in Rom
- 2012: The One Thing / Manning Clark House, Canberra/Australien
- 2012: The Little Mermaid / ANU Art Gallery, Canberra/Australien
- 2013: Accademia d’Ungheria in Roma
- 2013: A Virtual Memorial Vilnius
- 2014: Brenda May Gallery Sydney Australia / Head On Photo Festival
- 2014: Roma/Ara Pacis Museum / MashRome Film Fest
- 2014: Salone delle Bandiere del Comune di Messina
- 2014: Shanghai Teyou Culture Communication Co, China
- 2014: Shanghai Teyou Culture Communication Co, China
- 2015: Li AN Cultural development Co Shanghai, China
- 2016: Léna Roselli Galéria, Budapest
- 2016: MANK Galéria Szentendre
- 2017: Accademia di Belle Arti, Sassari/Sardinien
- 2018: Warsaw International Poster Biennale
- 2018: Jackman Gallery, Melbourne (Ausztrália)
- 2019: Accademia di Belle Arti / Cyberzone / Palermo / Sicllia
- 2019: KAFF Kecskemét
- 2019: Pradita Institute/Singapore / Jakarta/Indonesia
- 2021 Warsaw International Poster Biennale
- 2022 Tóparti Galéria Révfülöp
- 2023 Bando Art Gallery, 2023 Warsaw International Poster Biennale
- 2023 Baekryong Art Center, Chuncheon, Dél-Korea
- 2023 Augsburg University of Applied Sciences Faculty of Design